# Amande (couleur)
Pour les articles homonymes, voir Amande (homonymie).
La couleur vert amande est un nom de couleur évoquant celle de la peau de l'amande, le fruit de l'amandier. Amande, isolé, peut aussi désigner la couleur blanchâtre de l'amande épluchée.
Le Répertoire de couleurs de la Société des chrysanthémistes indique vert amande comme un synonyme de vert pistache.
Dans les nuanciers commerciaux modernes, on trouve, en papier coloré 480 vert amande, et en fil à broder 2137 vert amande.

## Mode
La mode a produit des vêtements vert tendre depuis des époques reculées, mais la désignation « vert amande » ne semble remonter qu'à 1856 ; on peut sans doute l'attribuer à Mme Bernard-Jammès, couturière. Il y a alors la couleur amande claire et la couleur amande foncée. Une certaine confusion est possible, puisqu'on trouve aussi la couleur « amande grillée », qui ne peut être qu'un brun beige ; et dans certains cas, il semble bien qu'« amande » soit un blanc cassé, comme l'amande épluchée. C'est sans doute pourquoi on précise souvent vert amande.